# Џими Смитс
Џими Л. Смитс (енгл. Jimmy L. Smits; Бруклин, 9. јул 1955), амерички је позоришни, филмски и ТВ глумац. Добитник је награда Златни глобус и Еми, а прославио се улогама у ТВ серијама Закон Лос Анђелеса, Њујоршки плавци, Западно крило, Декстер, Синови анархије. Најпознатији је фановима Ратова звезда по улози Бејла Органе, принца планете Алдеран и поочима принцезе Леје Органе, коју је играо у Ратовима звезда: Напад клонова и Ратовима звезда: Освета Сита.